# Reinhard Remfort

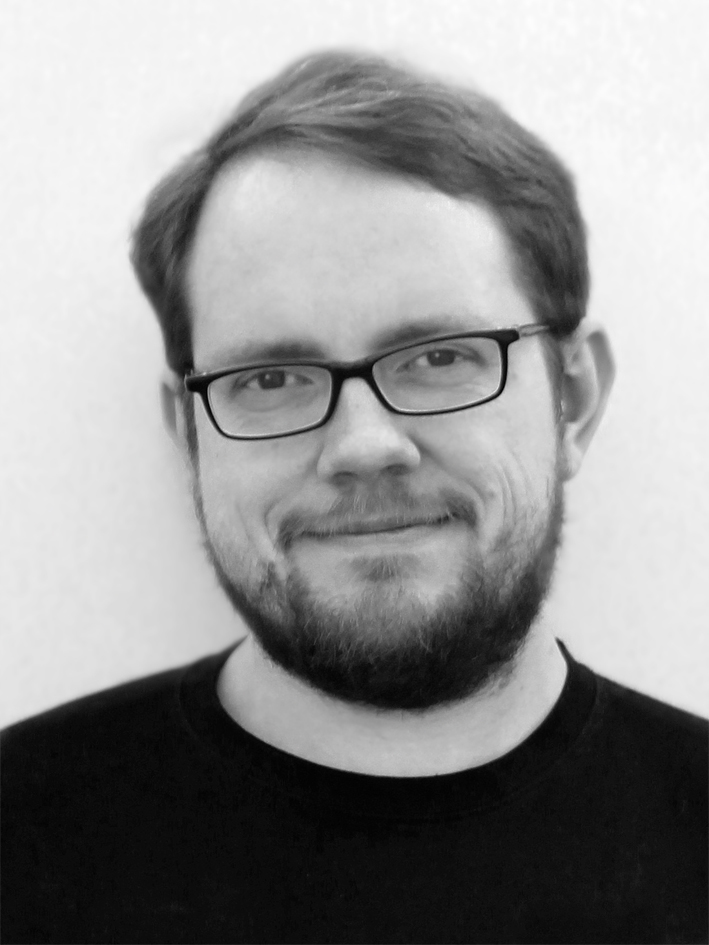
Reinhard Remfort 2015

Reinhard Remfort (* 1. November 1982 in Essen) ist ein deutscher Physiker, Wissenschaftskommunikator, Science-Slammer, Podcaster und Autor.

## Leben und Wirken
Nach dem Abitur am Bischöflichen Gymnasium am Stoppenberg in Essen im Jahre 2003 studierte Remfort an der Universität Duisburg-Essen Physik bis zu seinem Diplom im Jahr 2012. Danach arbeitete er im Rahmen seiner Promotion am Nano-Energie-Technik-Zentrum (NETZ) der Universität Duisburg-Essen im Bereich der Diamantepitaxie. Seit 2013 ist er Dozent im Essener Haus der Technik.
Remfort nahm im Zeitraum 2013 bis 2016 erfolgreich an Science-Slam-Wettbewerben teil und wurde im Jahr 2013 mit seinem Beitrag „Dienliche Defekte“ deutscher Meister in diesem Bereich der populärwissenschaftlichen Wissensvermittlung. Auch über die Slams hinaus ist er mit populärwissenschaftlichen Vorträgen im gesamten deutschsprachigen Raum unterwegs und als Experte Gast in verschiedenen Radiosendungen.
Zusammen mit seinem Kollegen Nicolas Wöhrl betreibt Reinhard Remfort seit dem 8. Mai 2013 den Podcast Methodisch inkorrekt!. Dieser erzielte im Januar 2017 etwa 70.000 Downloads pro Episode. Der Podcast belegt regelmäßig Spitzenplätze in den deutschen iTunes-Podcast-Charts. In dem wöchentlich erscheinenden Podcast stellen die beiden Physiker wissenschaftliche Publikationen und Experimente, Biere und Musik mit meist wissenschaftlichem Bezug vor und erzählen von ihren Erlebnissen als Wissenschaftler seit der letzten Episode.

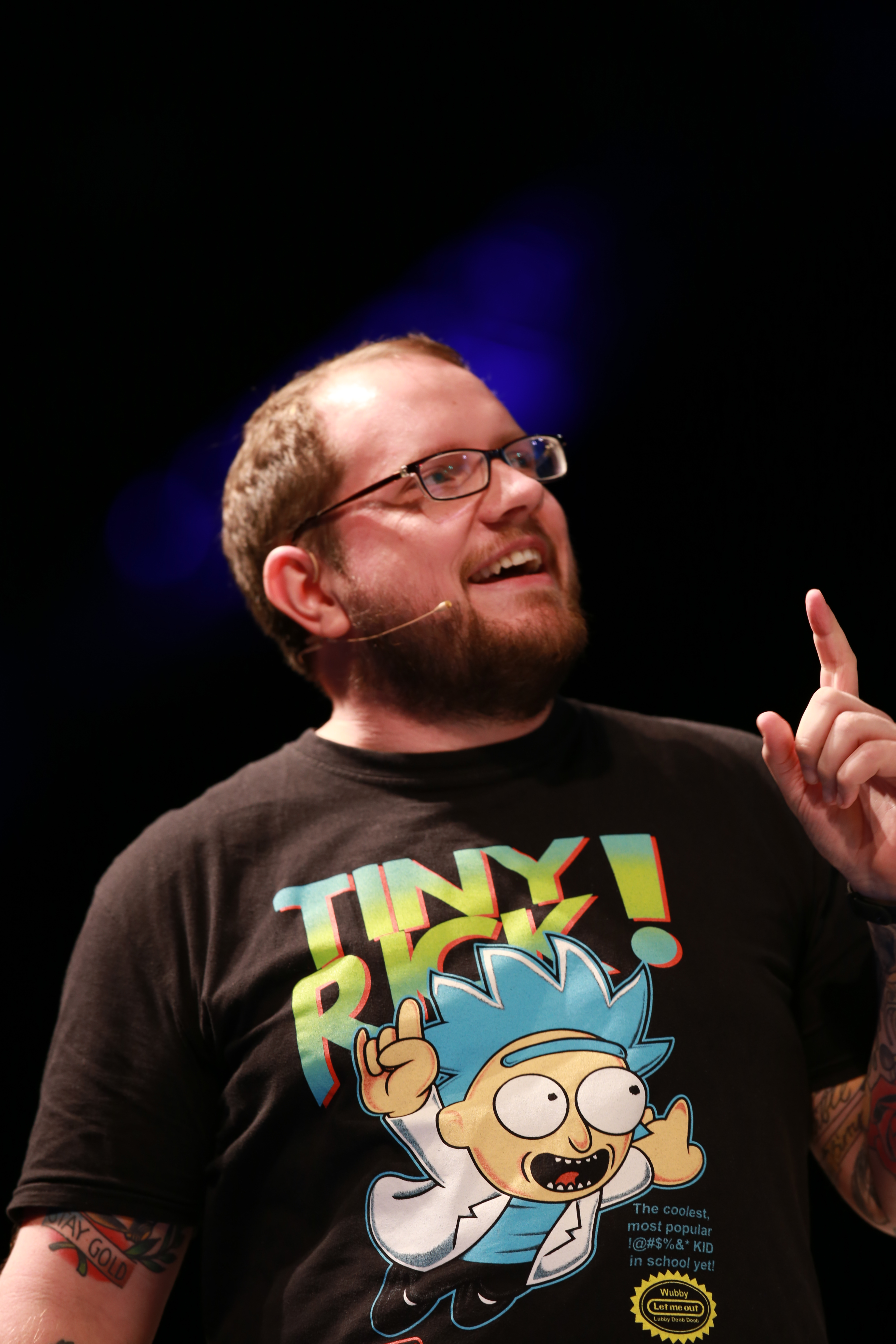
Reinhard Remfort auf dem 34C3 (2017)

Von 2014 bis 2017 waren Reinhard Remfort und Nicolas Wöhrl mit ihren Physikshows Gäste des Chaos Communication Congress. Beim 33. Chaos Communication Congress in 2016 hielten sie dort zudem die Closing-Ceremony.
Neben dieser Tätigkeit war er im Jahr 2015 gemeinsam mit Bastian Bielendorfer auch als Moderator in Beiträgen für das ZDF-Magazin WISO sowie als Experte im Dokumentarfilm Ein Interview mit Dr. Axel Stoll – Der Film zu sehen.
Für das Goethe-Institut Mexiko reiste er im Rahmen der Popup-Tour des Deutschlandjahres durch fünf verschiedene Großstädte Mexikos und hielt dort Science Slams ab. Im gleichen Jahr erschien sein populärwissenschaftliches Buch „Methodisch korrektes Biertrinken“ im Ullstein Verlag und erreicht Platz 10 in der Spiegel-Bestsellerliste. Von April 2017 bis Ende Januar 2018 war Remfort für die Unternehmenskommunikation der bevuta IT GmbH, Köln, verantwortlich.
Am 7. Februar 2018 hatte Remfort zusammen mit seinem Podcast-Kollegen Nicolas Wöhrl einen Auftritt auf der Vorabendveranstaltung des CAR-Symposiums, eines Branchentreffens der Automobilindustrie, welches von Ferdinand Dudenhöffer ausgerichtet wird.
Zusammen mit Bastian Bielendorfer veröffentlicht er seit August 2018 den Podcast Alliteration Am Arsch.
Seinen Promotionsvortrag zur Erlangung des akademischen Grades Dr. rer. nat. mit dem Titel „Epitaxie hochreiner Diamantschichten“ hielt Remfort am 11. Februar 2019 an der Universität Duisburg-Essen. Ende März erhielt er schließlich seine Promotionsurkunde mit der Bewertung magna cum laude.
Seit September 2019 bis etwa 2022 arbeitete er als Dozent für Physik an der Hochschule Mannheim im Fachbereich Maschinenbau.

## Trivia
Am Ende der Physikshow des 34. Chaos Communication Congress 2017 hielt Remfort auf der Bühne um die Hand seiner Freundin an. Diese war dem Publikum bis dahin nur als „die ominöse Frau“ bekannt gewesen. Im Juli 2019 heirateten die beiden.
Sandra Sprünken gab Remfort den Spitznamen Podcast-Gott, welches zu einem Meme wurde. Bei mehreren Auftritten von Remfort riefen Menschen im Publikum „Reinhard Remfort, Podcast Gott“.

## Auszeichnungen
- 2013 Deutscher Meister im Science-Slam[6]
- 2024 Heinz Oberhummer Awards für Wissenschaftskommunikation[36]

## Werke
- Nicolas Wöhrl, Reinhard Remfort, Volker Buck: Erzeugung und Anwendung unterschiedlicher kohlenstoffbasierter Schichten – von Graphen bis Diamant. In: Galvanotechnik. Band 134, Nr. 8. Eugen G. Leuze Verlag, Bad Saulgau 2014, S. 1750–1756.
- Anna Weber, Reinhard Remfort, Nicolas Wöhrl, Wilfried Assenmacher: Chemical vapor deposition of Si/SiC nano-multilayer thin films. In: Thin Solid Films. Band 593. ScienceDirect, 30. Oktober 2015, S. 44–52, doi:10.1016/j.tsf.2015.08.042.
- Reinhard Remfort: Methodisch korrektes Biertrinken: … und weitere Erkenntnisse aus einer Nacht mit Physik. Ullstein, Berlin 2017, ISBN 978-3-548-37587-8.
- Felix Büsching, Nuria Cerdá-Esteban, Tobias Glufke, Helga Hofmann-Sieber, Sebastian Huncke, Kai Kühne, André Lampe, Lydia Möcklinghoff, Reinhard Remfort, Timo Sieber, Nicolas Wöhrl: Ein Science-Slam-Buch. Hrsg.: André Lampe. Lektora, Paderborn 2017, ISBN 978-3-95461-095-2.